# Морано, Франческо
Франческо Морано (итал. Francesco Morano; 8 июня 1872, Кайвано, королевство Италия — 12 июля 1968, Ватикан) — итальянский куриальный кардинал. Секретарь Верховного Трибунала Апостольской Сигнатуры с 20 декабря 1935 по 14 декабря 1959. Титулярный архиепископ Фаллабы с 5 по 19 апреля 1962. Кардинал-дьякон с 14 декабря 1959, с титулярной диаконией Санти-Козма-э-Дамиано с 17 декабря 1959.